# (400161) 2006 VY84
(400161) 2006 VY84 es un asteroide perteneciente al cinturón de asteroides descubierto por Spacewatch el 13 de noviembre de 2006 desde el Observatorio Nacional de Kitt Peak.

## Designación y nombre
Designado provisionalmente como 2006 VY84.

## Características orbitales
2006 VY84 está situado a una distancia media de 2,604 ua, pudiendo alejarse un máximo de 3,309 ua y acercarse un máximo de 1,901 ua. Tiene una excentricidad de 0,270.

## Características físicas
2006 VY84 tiene una magnitud absoluta de 17,1.